# Gadolini(III) oxide
Gadolini(III) Oxide, còn được gọi với cái tên khác là gadolinia, là một hợp chất vô cơ có thành phần chính gồm hai nguyên tố gadolini và oxy, có công thức hóa học được quy định là Gd2O3. Đây là một trong những hợp chất phổ biến nhất của nguyên tố gadolini, một nguyên tố thuộc nhóm đất hiếm, các dẫn xuất của nó là các chất tương phản tiềm năng cho hình ảnh cộng hưởng từ.

## Điều chế
Gadolini(III) Oxide có thể được điều chế, hình thành bằng cách nhiệt phân của hydroxide, nitrat, cacbonat hoặc oxalat của kim loại gadolini tương ứng. Gadolini(III) Oxide được hình thành trên bề mặt kim loại gadolini.
Gadolini(III) Oxide là một Oxide cơ bản, được biểu hiện bằng phản ứng của nó với carbon dioxide để tạo ra cacbonat. Nó hòa tan dễ dàng trong axit vô cơ thông thường với sự phức tạp rằng các oxalat, fluoride và phosphat hay một số muối khác rất không hòa tan trong nước và có thể phủ các lớp Oxide, do đó ngăn ngừa sự hòa tan hoàn toàn. Muối sunfat tan không nhiều.

## Hạt nano Gd2O3
Một số phương pháp được biết đến để tổng hợp các hạt nano gadolini(III) Oxide, chủ yếu dựa trên sự kết tủa của gadolini(III) hydroxide bởi phản ứng của các ion gadolini với hydroxide, tiếp theo là loại bỏ lượng nước để tạo Oxide. Các hạt nano luôn được phủ một vật liệu bảo vệ để tránh sự hình thành các kết tinh đa tinh thể lớn hơn.